# Might and Magic: Heroes VII
Might and Magic: Heroes VII est un jeu vidéo de stratégie au tour par tour développé par Limbic Entertainment et édité par Ubisoft, sorti en 2015 sur Windows.

## Accueil
| Might and Magic: Heroes VII |      |       |
| Média                       | Pays | Notes |
| IGN                         | US   | 64 %  |
| Jeuxvideo.com               | FR   | 14/20 |